# Wolha Paulukouska
Wolha Uładzimirauna Paulukouska (biał. Вольга Уладзіміраўна Паўлюкоўская; ros. Ольга Владимировна Павлюковская, Olga Władimirowna Pawlukowska; ur. 13 lipca 1988 w Grodnie) – białoruska siatkarka, reprezentantka kraju, grająca na pozycji libero. Od sezonu 2016/2017 do października 2019 roku występowała w drużynie KSZO Ostrowiec Świętokrzyski. Uczestniczka finałów mistrzostw Europy w 2009, 2013, 2015, 2017 i 2019 roku. Reprezentowała Białoruś w rozgrywkach Ligi Europejskiej w 2012 r., 2016 r. i 2017 roku (6. miejsce). oraz Złotej Lidze Europejskiej w 2018 r. (6. miejsce). 
W styczniu 2021 roku otrzymała obywatelstwo polskie.
Od 2022 roku trener w Esperanto Warszawa (grupy młodzieżowe)
Od 2023 trener w Esperanto Warszawa (grupy młodzieżowe)  i Kaman II Warszawa (seniorki)

## Sukcesy klubowe
Mistrzostwo Białorusi:
- 2008, 2009, 2012
- 2007, 2011

Puchar Białorusi:
- 2008

Mistrzostwo Ligi Bałtyckiej:
- 2013

## Sukcesy reprezentacyjne
Turniej EEVZA U-16:
- 2004

## Nagrody indywidualne
- 2012 – najlepsza libero ligi białoruskiej w sezonie 2011/2012
- 2013 – najlepsza libero ligi białoruskiej w sezonie 2012/2013
- 2017 – wybrana do grona najpiękniejszych sportsmenek województwa świętokrzyskiego[2]
- 2017 – wybrana przez Kapitułę do grona 30 najlepszych sportowców, 66. edycji Świętokrzyskie Gwiazdy Sportu
- 2018 – zajęła 2. miejsce w Plebiscycie na Najlepszych Sportowców Ziemi Ostrowieckiej 2017 roku[3]
- 2018 – zajęła 2. miejsce w Plebiscycie Echa Dnia na Najpopularniejszych Sportowców Powiatu Ostrowieckiego w 2017 roku[4]
- 2018 – wybrana przez Kapitułę do grona 30 najlepszych sportowców 67 edycji Świętokrzyskie Gwiazdy Sportu[5]
- 2019 – zajęła 9. miejsce w Plebiscycie Na Najlepszych Sportowców Ziemi Ostrowieckiej w 2018 roku[6]
- 2019 - zajęła 2. miejsce w Plebiscycie Echa Dnia na Najpopularniejszych Sportowców Powiatu Ostrowieckiego[7]